# Trichaphodius okeani
Trichaphodius okeani är en skalbaggsart som beskrevs av Bordat 1992. Trichaphodius okeani ingår i släktet Trichaphodius och familjen Aphodiidae. Inga underarter finns listade i Catalogue of Life.